# Marie-Louise Charles
Marie-Louise Charles, född 1765, död efter 1807, var en fransk entreprenör. 
Hon var född slav i Guadeloupe, och frigavs 1784 och bosatte sig då i Bordeaux. Hon kunde med hjälp av ett startkapital investera i fastighetsaffärer som gjorde henne mycket rik. Hon nämns sist år 1807, då hon tycks ha blivit fattig, och listas som sömmerska. Hennes liv har varit föremål för forskning.